# Amtsgericht Ettlingen

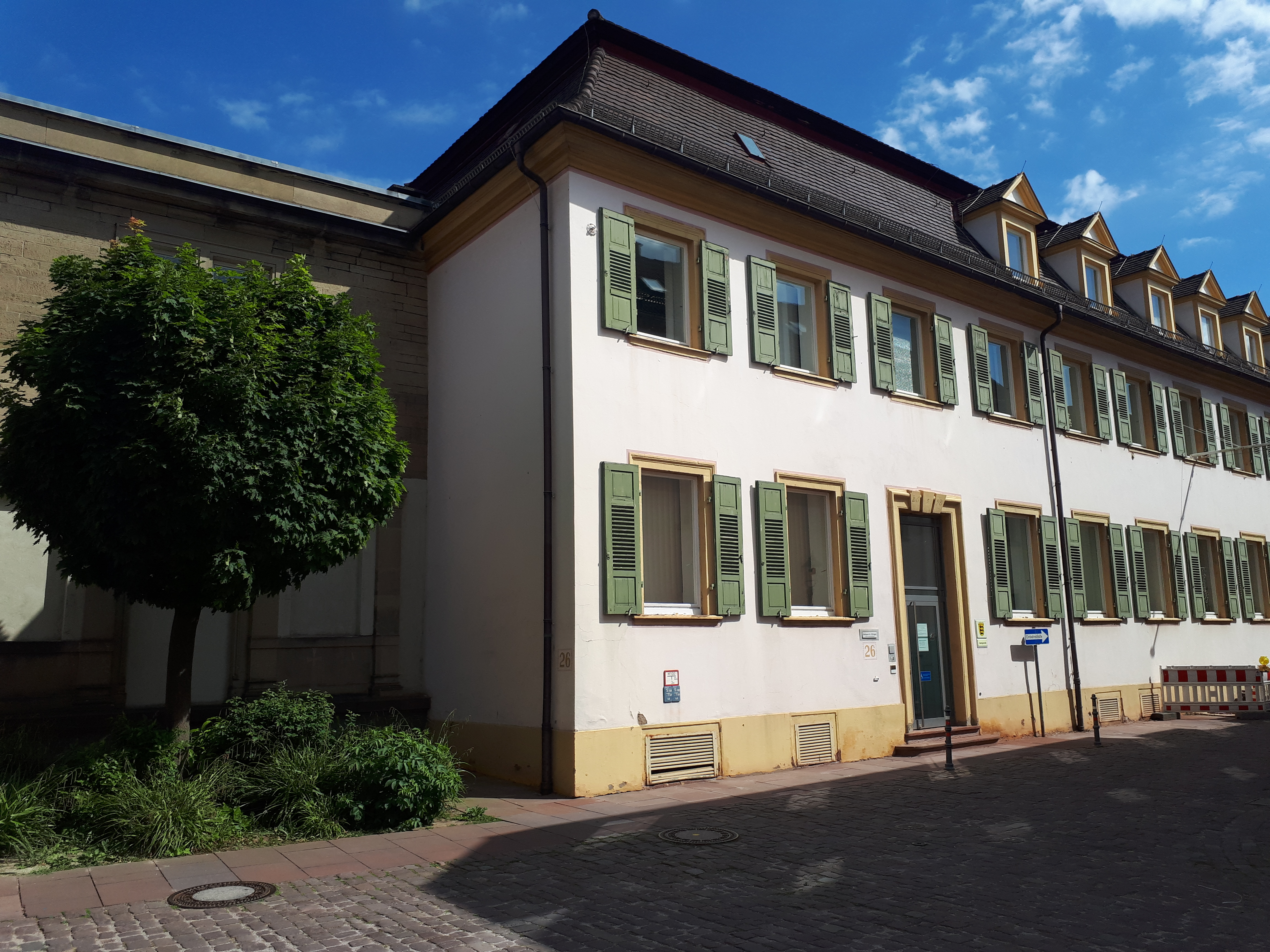
Amtsgericht Ettlingen (2022)

Das Amtsgericht Ettlingen ist ein Gericht der ordentlichen Gerichtsbarkeit in Baden-Württemberg und eines von acht Amtsgerichten im Bezirk des Landgerichts Karlsruhe.

## Gerichtssitz und -bezirk
Das Amtsgericht hat seinen Sitz in Ettlingen. Der Gerichtsbezirk umfasst die Große Kreisstadt Ettlingen und die Gemeinden Karlsbad, Malsch, Marxzell und Waldbronn.  

## Gerichtsgebäude
Das Gericht ist im Gebäude Sternengasse 26 untergebracht. Nach der über der Eingangstür eingemeißelten Jahreszahl 1698 ist das Gerichtsgebäude mit seinen dicken Außenmauern und seinen tiefen Kellergewölben über dreihundert Jahre alt. Im Zweiten Weltkrieg war hier eine Dienststelle der Gestapo untergebracht.

## Übergeordnete Gerichte
Dem Amtsgericht Ettlingen ist das Landgericht Karlsruhe übergeordnet. Zuständiges Oberlandesgericht ist das Oberlandesgericht Karlsruhe.